# Lucilio (nome)
Lucilio  è un nome proprio di persona italiano maschile.

## Varianti
- Maschili: Lucilia

### Varianti in altre lingue
- Basco: Luzilio
- Catalano: Lucili
- Croato: Lucilije
- Latino: Lucilius[1]
  - Femminili: Lucilia[1]

- Lituano: Lucīlijs
- Polacco: Lucyliusz
- Portoghese: Lucílio
- Spagnolo: Lucilio

## Origine e diffusione
Si tratta di un derivato del nome Lucio, cioè un patronimico, con il significato di "[discendente] di Lucio". Questa stessa origine è condivisa dal nome Luciano; non va invece confuso con Lucilla, che è sì un derivato di Lucio, ma come diminutivo, non come patronimico.
Era portato da una gens romana, la Lucilia.

## Onomastico
Nessun santo porta questo nome, che quindi è adespota: l'onomastico si può eventualmente festeggiare

## Persone
- Gaio Lucilio, poeta romano
- Lucilio Fiocchi, pittore italiano
- Lucilio Vanini, filosofo, medico, naturalista e pensatore italiano

### Variante Lucílio
- Lucílio Batista, arbitro di calcio portoghese